# Lord-Howe-Ziegensittich
Der Lord-Howe-Ziegensittich (Cyanoramphus subflavescens), auch als Lord-Howe-Laufsittich bezeichnet, ist eine ausgestorbene Papageienart, die auf der Lord-Howe-Insel endemisch war. Er galt lange Zeit als Unterart des Ziegensittichs (Cyanoramphus novaezelandiae), wurde aber 2008 als eigenständige Art anerkannt.

## Merkmale

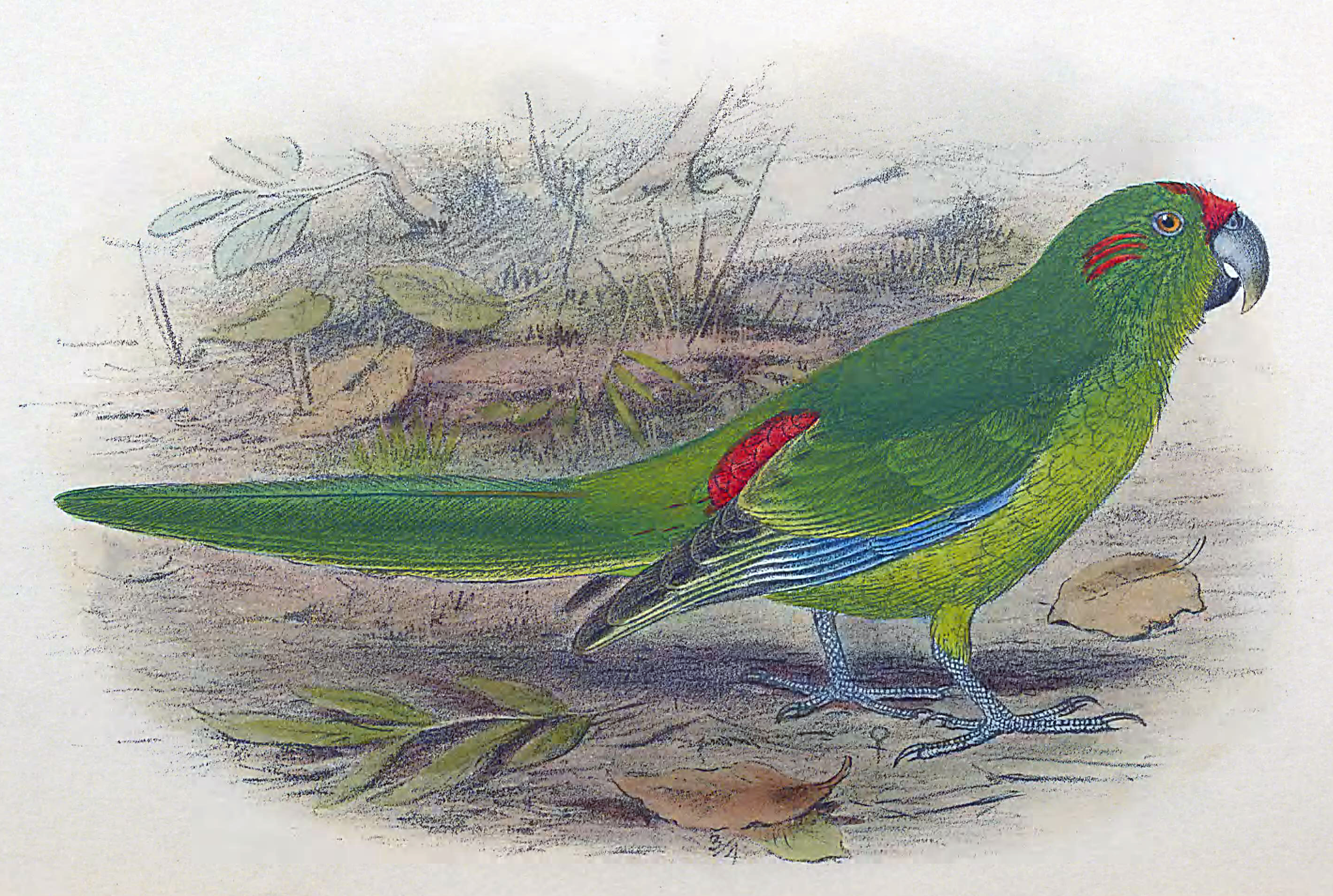
Lord-Howe-Ziegensittich (Illustration von Henrik Grönvold)

Der Lord-Howe-Ziegensittich erreichte eine Größe von 27 cm. Das Gefieder war leuchtend mittelgrün mit gelben Verwaschungen, die sich besonders an den Wangen und an der Unterseite hervorhoben. Die Stirnregion, die Zügel und der Augenstrich waren unterschiedlich rötlich gekennzeichnet. Die Ohrendecken waren undeutlich rot. Bei großer individueller Variabilität war die Rotzeichnung am Kopf bei den Männchen meistens etwas ausgeprägter. An den Bürzelseiten waren rote Flecken. Die äußeren Säume der Schwingen waren violettblau. Der Oberschwanz war grün mit braunen Verwaschungen. Die Schwanzunterseite war goldoliv. Der Schnabel war blaugrau. Die Iris war dunkelrot. Beine und Füße waren dunkelgrau. Der Lord-Howe-Ziegensittich sah dem Ziegensittich sehr ähnlich, war jedoch größer. Vom Norfolksittich (Cyanoramphus cookii) unterschied er sich durch das gelblichere Gefieder und die weniger starke Rotfärbung der Stirn.

## Aussterben
Tommaso Salvadori beschrieb die Art 1891 auf der Basis eines Exemplars, das 1853 von einer Expedition der Herald – eines der Schiffe, die zur Rettung der Unglücksschiffe Erebus und Terror ausgesandt wurden – mitgebracht wurde. Nach Ansicht von Keith Alfred Hindwood (1904–1971) war das Aussterben auf die Überjagung durch die Farmer zurückzuführen, die den Lord-Howe-Ziegensittich als Schädling in ihren Gärten und auf ihren Feldern betrachteten. Der letzte Nachweis stammt aus dem Jahr 1869, als der australische Naturforscher Edward Smith Hill (1819–1880) ein einzelnes Paar beobachten konnte.
Zwei Präparate dieser Vogelart befinden sich im Natural History Museum at Tring.